# Горошківка
Горо́шківка — село в Україні, у Городнянській міській громаді Чернігівського району Чернігівської області. Населення становить 87 осіб.
Поля: Займа, Жовтоновщина, Мадзигулине, Церковне; ліси: Мадзигулин, Бицаєві гори;
луки: Постовник; річка Смячка; хутір Меженний; 
болото Марусине; урочища: Логи, Устечко, Купальня, Касіянове просо, Погоріле та Криниця

## Історія
12 червня 2020 року, відповідно до розпорядження Кабінету Міністрів України № 730-р від «Про визначення адміністративних центрів та затвердження територій територіальних громад Чернігівської області», село увійшло до складу Городнянської міської громади.
19 липня 2020 року, в результаті адміністративно-територіальної реформи та ліквідації Городнянського району, село увійшло до складу Чернігівського району.

## Населення

### Мова
Розподіл населення за рідною мовою за даними перепису 2001 року:
| Мова       | Кількість | Відсоток |
| ---------- | --------- | -------- |
| українська | 81        | 93.1%    |
| російська  | 6         | 6.9%     |
| Усього     | 87        | 100%     |